# Gabčíkovo
Gabčíkovo (en húngaro Bős) es un municipio del distrito de Dunajská Streda en la región de Trnava, Eslovaquia, con una población estimada a final del año 2024 de 5290 habitantes.
Se encuentra ubicado al sur de la región, cerca de los ríos Danubio y Váh, y de la frontera con Hungría y la región de Bratislava.
La ciudad adquirió su nombre en 1945 en honor al héroe nacional Jozef Gabčík.

## Demografía
| Año        | 1994 | 2004    | 2014    | 2024    |
| ---------- | ---- | ------- | ------- | ------- |
| Población  | 4971 | 5117    | 5397    | 5290    |
| Diferencia |      | +2,93 % | +5,47 % | −1,98 % |

| Año        | 2023 | 2024    |
| ---------- | ---- | ------- |
| Población  | 5268 | 5290    |
| Diferencia |      | +0,41 % |